# Haren-Buda
Pour les articles homonymes, voir Buda.
Buda (parfois aussi appelé Haren-Buda) est un hameau de la ville de Bruxelles à l'extrême nord-ouest de l'ancienne commune (section) de Haren. Il se prolonge légèrement sur les communes de Vilvorde et de Machelen, ainsi qu'avant sur l'ancienne commune de Neder-over-Heembeek (aujourd'hui aussi section de la Ville de Bruxelles).
Buda est un hameau industriel dont les origines datent du XIXe siècle. Le nom de Buda date de quelques siècles plus tôt.

## Nom
Le nom de Buda se réfère à la ville de Buda, une partie de l'actuelle Budapest en Hongrie. Le nom viendrait de la conquête sur les Ottomans de Buda par les armées de l'empire d'Autriche-Hongrie, le 2 septembre 1686. Cet événement a fait une grande impression dans l'ensemble de l'Europe. Selon l'historien Foppens, lorsque la nouvelle arriva le 11 septembre à Bruxelles, celle-ci fut la scène de célébrations spontanées. En plusieurs endroits, des auberges ont été nommées « Buda ». Il semblerait, selon différents auteurs, qu'un de ces lieux nommés "Buda" fut une taverne ou une ancienne ferme, située dans la zone près de Heembeek entre la Senne et le canal, ou peut-être les deux à la fois car il existait dans la région de nombreuses fermes-brasseries, qui étaient aussi des débits de boisson. Buda a par la suite désigné toute la zone autour du pont sur la Senne ainsi que ce pont lui-même, sur la rive droite du canal où se trouve le hameau actuel. Sur les plans cadastraux de Van der Maelen (1837) et Popp (1860), une ferme nommée Buda est indiquée sur ce lieu.

## Environnement

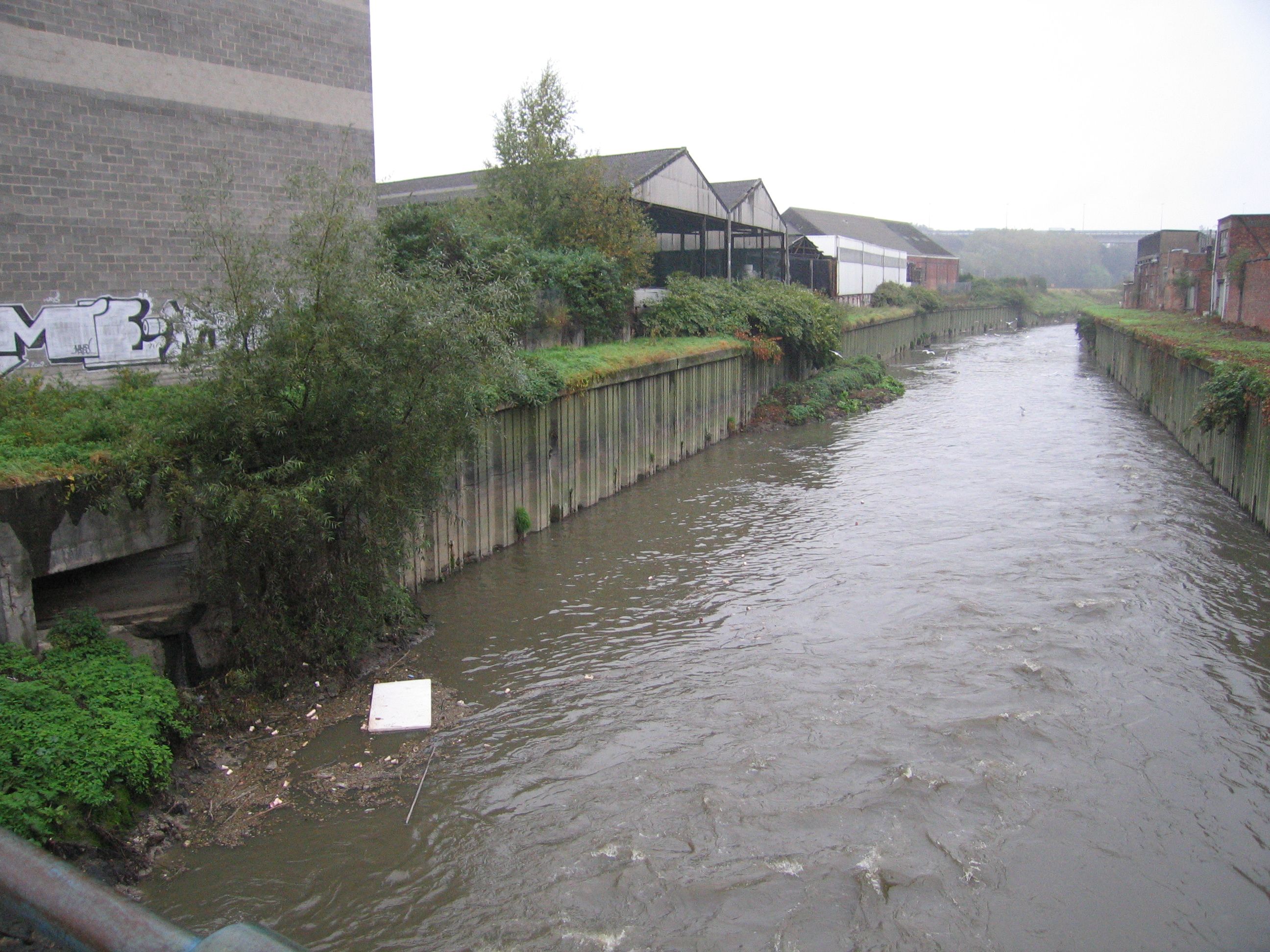
La Senne vers Buda.

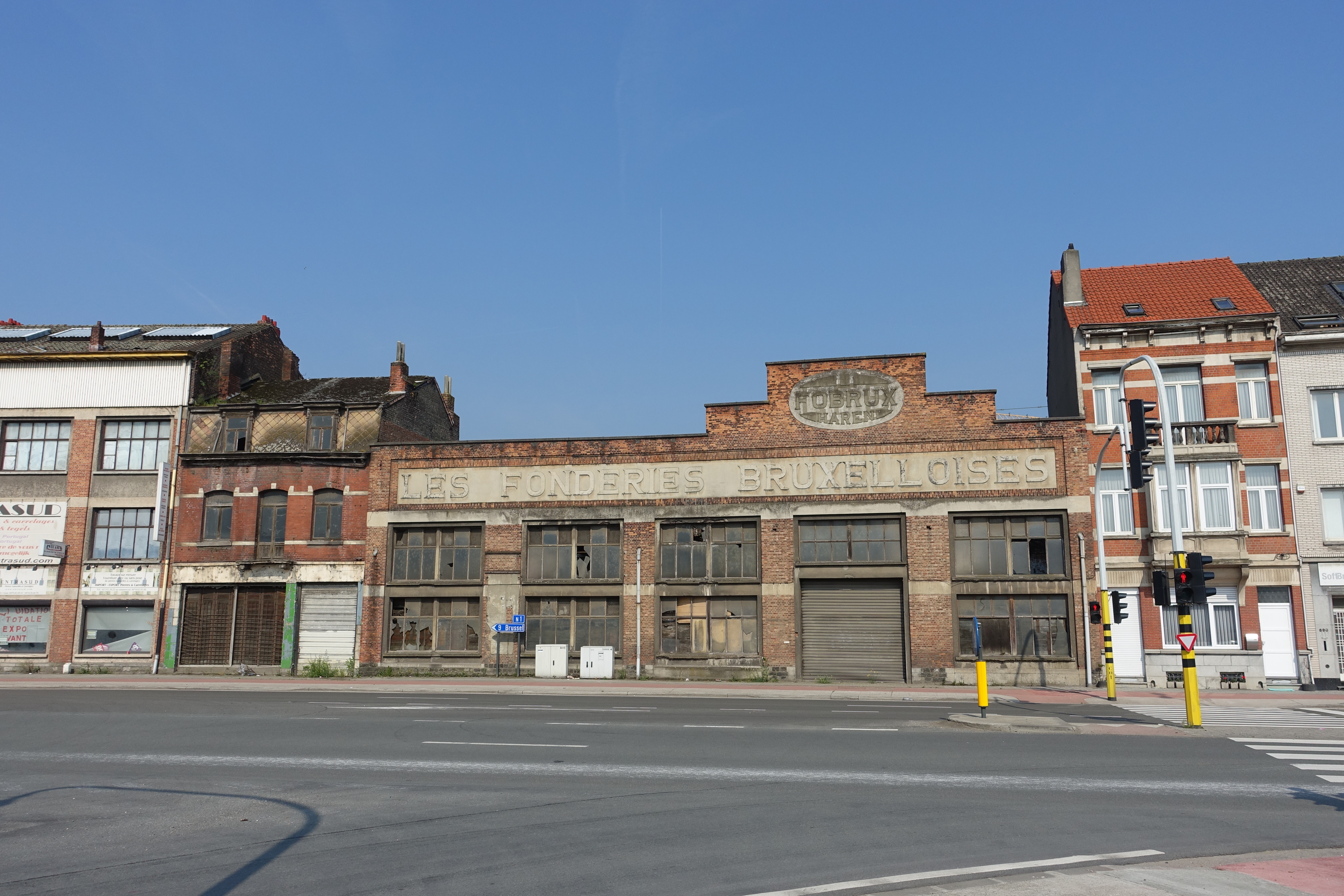
Le Schaarbeeklei (N1) dans le hameau de Buda avec l'ancienne société Fobrux Haren

De l'autre côté du canal, se trouvait le plus ancien hameau Ransbeek-Heembeek et le château de Mariansart. Une vieille route de campagne, l'actuel Steenweg à Buda, mène à partir de Buda vers les villages sur la rive droite de la Senne. Puis, En 1908, le Chemin de fer industriel fondé pour aider l'industrie à Vilvorde et Haren fournissent des liaisons ferroviaires. Ce chemin de fer privé établi ses bureaux et ses garages à Haren , à l'est du pont de Buda (à l'actuelle usine de traitement d'eau) et avait un lien avec la société nationale de chemin de fer à la gare de Haren-Nord. Dans l'entre-deux-guerres, une partie de la chaussée de Buda (celle juste à l'Est de l'Avenue de Vilvorde/Schaerbeeklei) a été redirigé plus au nord, en raison de l'expansion des industries et de l'infrastructure ferroviaire le long de la ligne 25 de chemin de fer. La frontière entre les régions bruxelloise et flamande, qui de part et d'autre de cette section déviée est établie le long de la chaussée de Buda, correspond en partie à l'ancien tracé de la chaussée de Buda . En 1920, Fobrux Haren s'établit dans le hameau de Buda, mais juste de l'autre côté de la frontière sur Vilvorde.
Entre la Senne et le canal de la principale usine de traitement d'eau de Bruxelles-Nord qui traite les deux tiers de la pollution des eaux de Bruxelles, a été inauguré en mars 2007. L'usine de traitement des eaux (STEP) est venue à la place d'une ancienne usine de traitement des boues, des anciens bureaux et garages de CFI, ainsi que d'une ancienne cimenterie.

### La gare
En 1835, à quelques centaines de mètres à l'est du hameau de Buda, le premier chemin de fer de la Belgique est construit. En 1880, il y avait dans le sud-est de Buda, une gare de Haren-Nord construit sur cette ligne de chemin de fer 25. Parce que la ligne 25 du chemin de fer, a été convertie en une ligne express en 1935, la gare de Haren-Nord a été déplacée sur la ligne voisine : la ligne 27 du chemin de fer, et appelée gare de Machelen. Parce que pour finir, il était souhaitable qu'il y ait des trains de la ligne 25 qui s’arrête là, il fut décidé de reconstruire une gare sur cette ligne. Cette nouvelle gare est construite en 1939, à quelques centaines de mètres plus au nord, sur le territoire de Vilvorde et de Machelen, celle-ci a été nommée selon le quartier industriel tout proche : gare de Haren-Buda puis gare de Buda.

### Pont
Le nom du pont de Buda a été donné à l'origine à un petit pont qui surplombait la rivière de la Senne. Ce pont était important parce qu'il donnait accès au canal de Willebroeck qui remplaça la Senne dans sa fonction de voie navigable, notamment pour les cargaisons de grès lédien, pierre d'origine sableuse, qui venait entre autres de Diegem et alentours. Selon A. Wauters (1855), quelques années avant, une route permettant d'acheminer les pierres provenant de Diegem vers la berge du canal avait été construite. Cependant, un sentier pédestre existait certainement auparavant afin de permettre aux heembeekois de rejoindre Haren, Evere, Diegem et Machelen.
Mais s'il y avait un pont sur la Senne, il n'y avait pas de pont sur le canal. L'écluse des Trois Fontaines, située à proximité permettait le passage . À Buda même, il y avait un bac qui permettait le passage du canal. Il se trouvait à l'extrémité de la chaussée de Buda, là où elle atteint le Canal .
Le premier pont sur le canal, un peu plus au sud, fut un pont métallique basculant construit par CFI (Chemin de fer industriel), a été détruit en 1940 par les Anglais. Reconstruit par les Allemands, il fut détruit lors d'un accident de péniches. En 1954, l'État construisit un pont levant (comme d'autres plus au nord sur le canal). C'est ce pont qui est actuellement connu en tant que pont de Buda.

## Chanson
La chanteuse anversoise Della Bosiers fait en 1971, une chanson à propos de Haren-Buda: Fleur de Buda. Elle décrit la région comme une ville fantôme grise, sans vie et pleine d'acier.